# سد أم الخير
سد أم الخير هو سد ترابي يقع في حي النخيل في مدينة جدة في منطقة مكة المكرمة بالمملكة العربية السعودية. انهار جزء كبير من السد خلال حادثة السيول التي ضربت مدينة جدة في السعودية يوم الأربعاء 26 يناير 2011 وأودت بحياة أكثر من 100 شخص وإصابة مئات آخرين وقطع التيار الكهربائي واستدعت نزول قوات الجيش السعودي والحرس الوطني لنجدة المنكوبين.

## انهيار السد

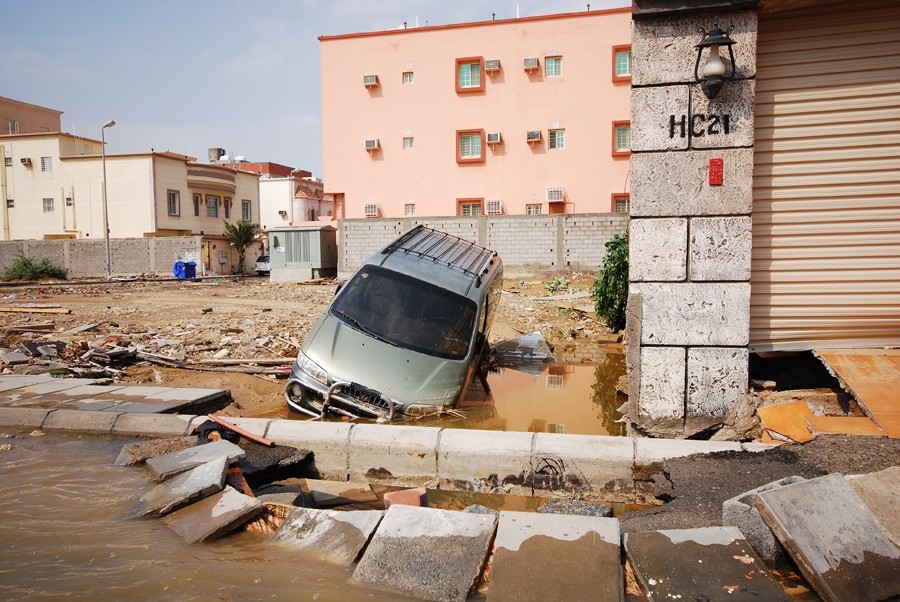
سيارة متضررة من فيضانات جدة 2011

أدت السيول السيول العاتية القادمة من الشرق التي ضربت مدينة جدة في السعودية يوم الأربعاء 22 صفر 1432 هـ الموافق 26 يناير 2011 والتي تجمعت في سد أم الخير إلى انهيار جزء كبير منه وإغراق الأحياء المجاورة للسد بالمياه.

## إعادة التهيئة
بعد انهياره في 2011، قامت سلطات مدينة جدة بإعادة تهيئة السد وحل مشكلة تصريف مياه الأمطار والسيول. ويشتمل مشروع تصريف مياه الأمطار والسيول وحوض تجميع بمخطط أم الخير على نزع ملكيات العقارات التي تعترض مسار المشروع وإزالتها وإنشاء قناة مفتوحة بطول 730 متر، وعرض 33 متر، ومتوسط عمق 3,5 أمتار وإنشاء جدار عازل بعمق 6 أمتار، وبطول 1100 متر تحت الأرض لمنع التسربات المائية والسيطرة على توجيه المياه لحماية السد والأحياء المجاورة وتصميم وإنشاء حوض تجميع مياه الأمطار.